# Babits Mihály sétány

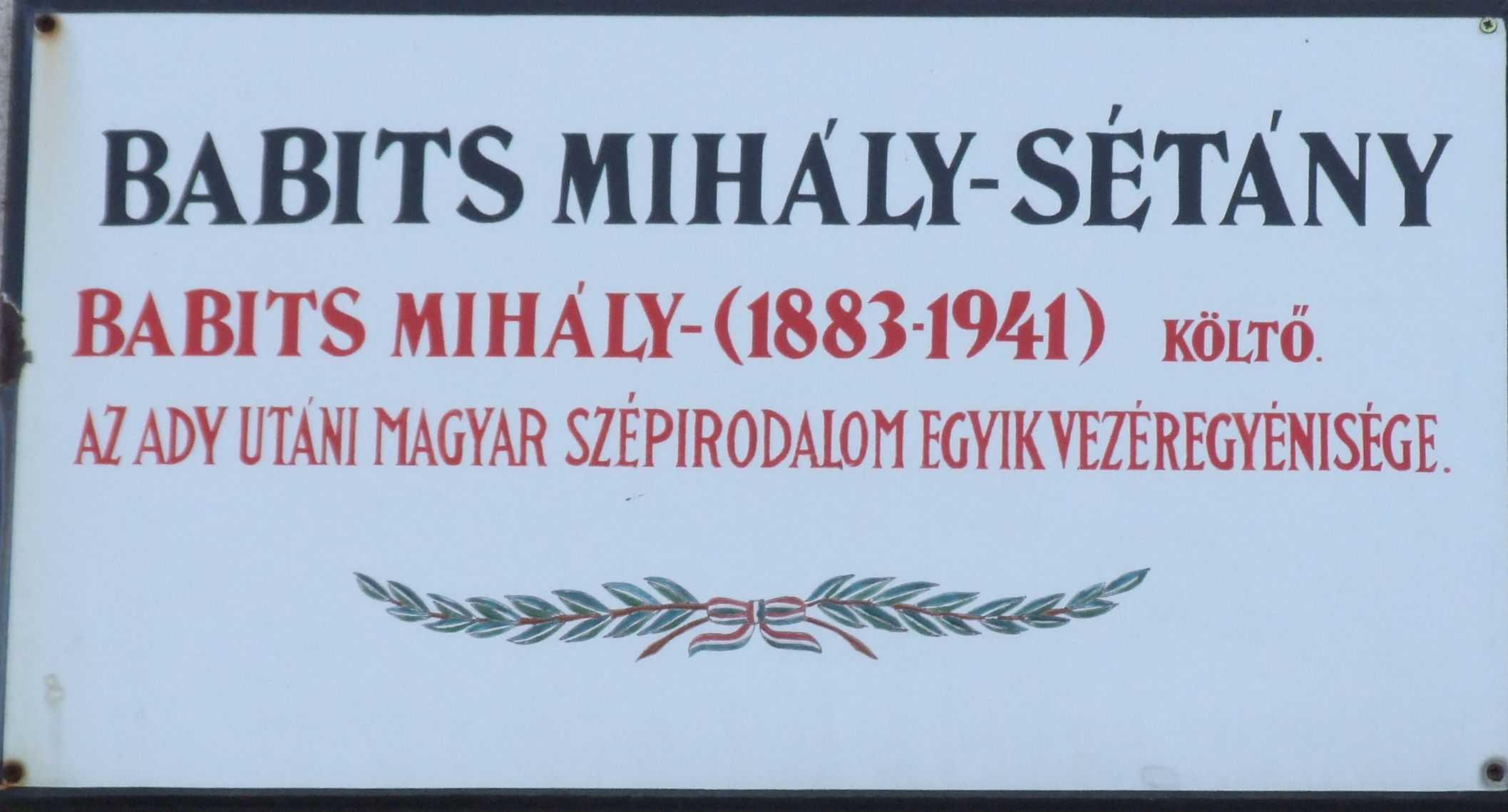
Az utca és a névadó emléktáblája

A Babits Mihály sétány Budapesten, a Várnegyedben található. Korábbi nevei: An der langen Wand, Bastei-Promenade, Várbástya, Bástyasétány, Horthy Miklós bástyasétány 
A Várhegy keleti várfala mögött, a Bécsi kaputól az Erdélyi-bástyáig terjedő, eredetileg kettős védelmi fallal övezett területen fekszik. A sétány helyén 1936-ig a Táncsics Mihály utca 11-25. számú házak kertjei terültek el, azok előtt pedig a várfalra támaszkodó középkori épületek álltak itt. 1936-ban a kertek egy részét megszüntették, a területet fásították, és a mai formájában nyitották meg a közönség előtt. Babits Mihály emléktábláját 1965-ben helyezték el itt.
2010 karácsonyán a sétánynál lévő várfalból parkosított területre dőlt egy 4 négyzetméteres darab.
A Bástyasétány háború utáni romeltakarítási és helyreállítási munkálatai adták a témáját Eisemann - Dalos - Baróti szerzőhármas Bástyasétány 77 című romantikus operettjének és az operett Gazdag Gyula által rendezett jóval kevésbé romantikus, a rendszerváltásig betiltott, filmváltozatának, a Bástyasétány 74-nek.